# Venezillo soyatlanensis
Venezillo soyatlanensis är en kräftdjursart som beskrevs av Stanley B. Mulaik 1960. Venezillo soyatlanensis ingår i släktet Venezillo och familjen Armadillidae. Inga underarter finns listade i Catalogue of Life.